# Odo Poilechien
Odo Poilechien (auch Eudes; † nach 1286) war ein Statthalter der Anjou-Herrschaft im Königreich Jerusalem.
Er war ein französischer Adliger und ein Neffe des Papstes Martin IV.
Odo Poilechien kam bereits 1277 im Gefolge des Bailli Roger von San Severino nach Akkon und übernahm dort als Seneschall das Kommando über das französische Regiment, welches den Anspruch Karls von Anjou auf die Krone Jerusalems unterstützte. Damit stand die Anjou-Herrschaft allerdings isoliert gegenüber den zwei verbliebenen Baronien Jerusalems, Tyrus und Beirut, die den König von Zypern als rechtmäßigen König Jerusalems anerkannten. Die Anjou-Herrschaft wurde lediglich von den Templern und den Venezianern unterstützt. Ende 1277 heiratete er Luica von Chenechy, die Witwe des Barons Balian von Ibelin-Arsuf.
Nach Ausbruch der sizilianischen Vesper wurde Roger von San Severino Ende 1282 nach Sizilien zurückbefohlen und Odo übernahm das Amt des regierenden Bailli in Akkon. Er erhielt 1283 von Sultan Qalawun ein Angebot zur Verlängerung des Waffenstillstandes von 1273 auf weitere zehn Jahre. Er nahm dieses zwar an, ließ aber die Kommune von Akkon und die Templer den Vertrag unterzeichnen. Der Vertrag bestätigte den Christen den Besitz des Landes von der tyrischen Leiter bis zum Berg Karmel, einschließlich der Templer-Festungen Burg Pèlerin und Sidon, sowie freien Zugang für christliche Pilger in Nazareth. Ausgenommen vom Vertrag waren Tyrus und Beirut, deren Herren aber separate Abkommen mit dem Sultan abschlossen.
Im Folgejahr unternahm König Hugo III. von Zypern den Versuch, Akkon zurückzugewinnen, wurde aber von seinen zypriotischen Vasallen unzureichend unterstützt und starb im März 1284 in Tyrus. Im Jahr 1285 starb Karl von Anjou und dessen Sohn Karl II. folgte ihm als König von Sizilien-Neapel und Jerusalem nach. Der Zusammenbruch der angevinischen Macht in Italien erreichte jedoch auch Akkon. Am 4. Juni 1286 landete König Heinrich II. von Zypern ungehindert vor der Stadt an, und nachdem auch der Templerorden von den Anjou abgefallen war, verschanzte sich Odo mit dem französischen Regiment im Stadtkastell. Bevor es zum Kampf kam, konnte Odo von den Großmeistern der drei Ritterorden zur Aufgabe und zum Abzug nach Italien bewegt werden. Damit endete die Herrschaft der Anjou im heiligen Land.